# 阿闊恩 (北卡羅萊納州)
阿闊恩（英語：Aquone）是位於美國北卡羅萊納州梅肯縣的非建制地區。

## 歷史
阿闊恩的郵局於1848年設立，其後於1896年停運。

## 地理
阿闊恩所處的海拔為高於海平面1014米（即3327英呎），而該地所採用的時區為UTC-5，即北美东部时区（EST）。同時該地設有夏令時間，為UTC-5調快一小時，即UTC-4（EDT）。